# 孔若拙
孔若拙，孔子第四十七代孙，生卒年月不详。第一代衍圣公、孔子第四十六代孙孔宗願四子，宋朝曲阜进士。是为孔子后裔的中兴祖后分支牟平派三世祖。